# لولینگ (لوئیزیانا)
لولینگ (به انگلیسی: Luling) شهری در ایالت لوئیزیانا کشور ایالات متحده آمریکا است که جمعیت آن در سرشماری سال ۲۰۱۰ میلادی، ۱۲٬۱۱۹ نفر بوده‌است.